# Baojun 530
Baojun 530 – samochód osobowy typu SUV klasy średniej produkowany pod chińską marką Baojun w latach 2018–2022 oraz od 2019 roku na rynkach globalnych.

## Historia i opis modelu

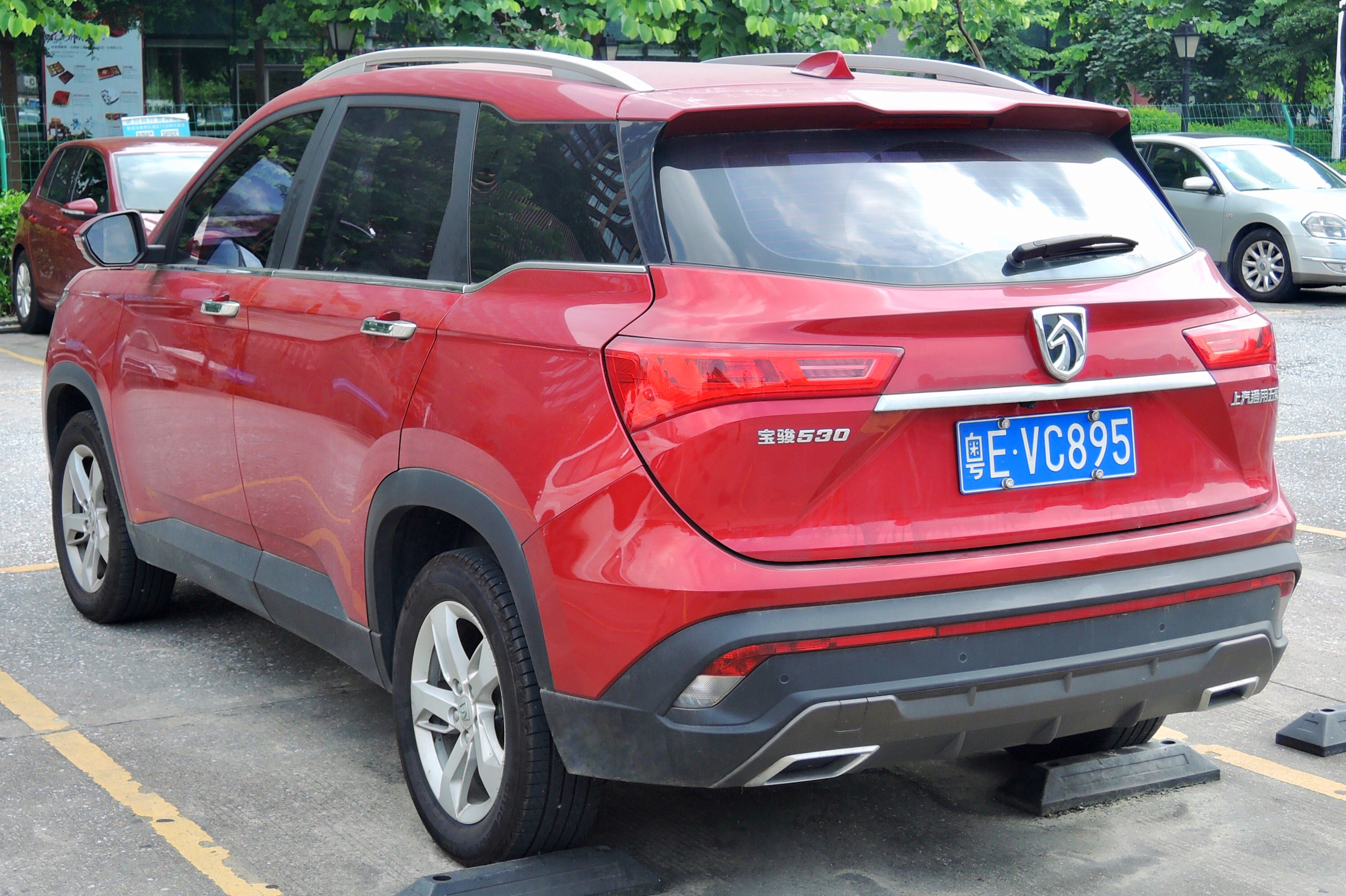
Baojun 530 - tył

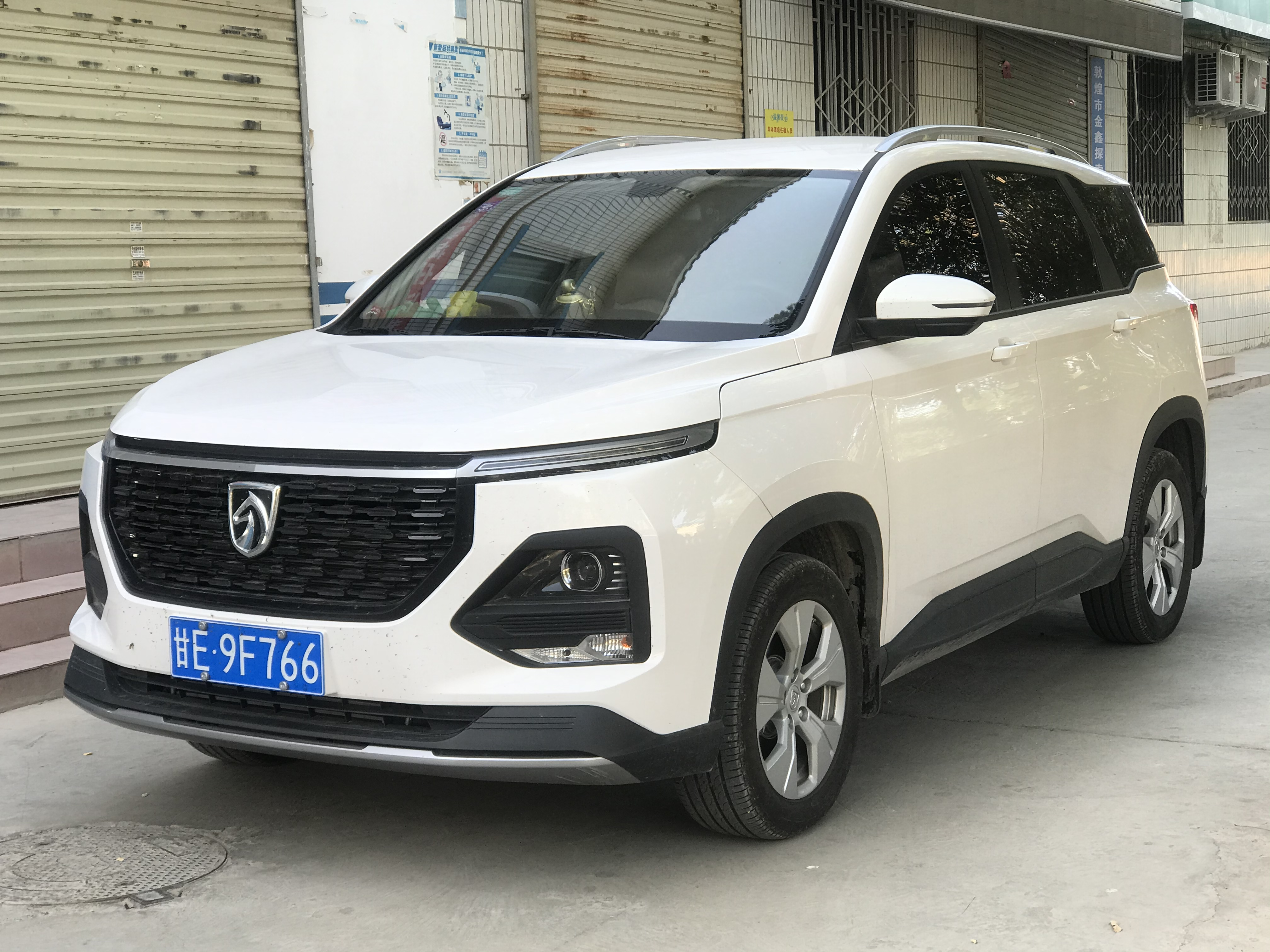
Baojun 530 po liftingu

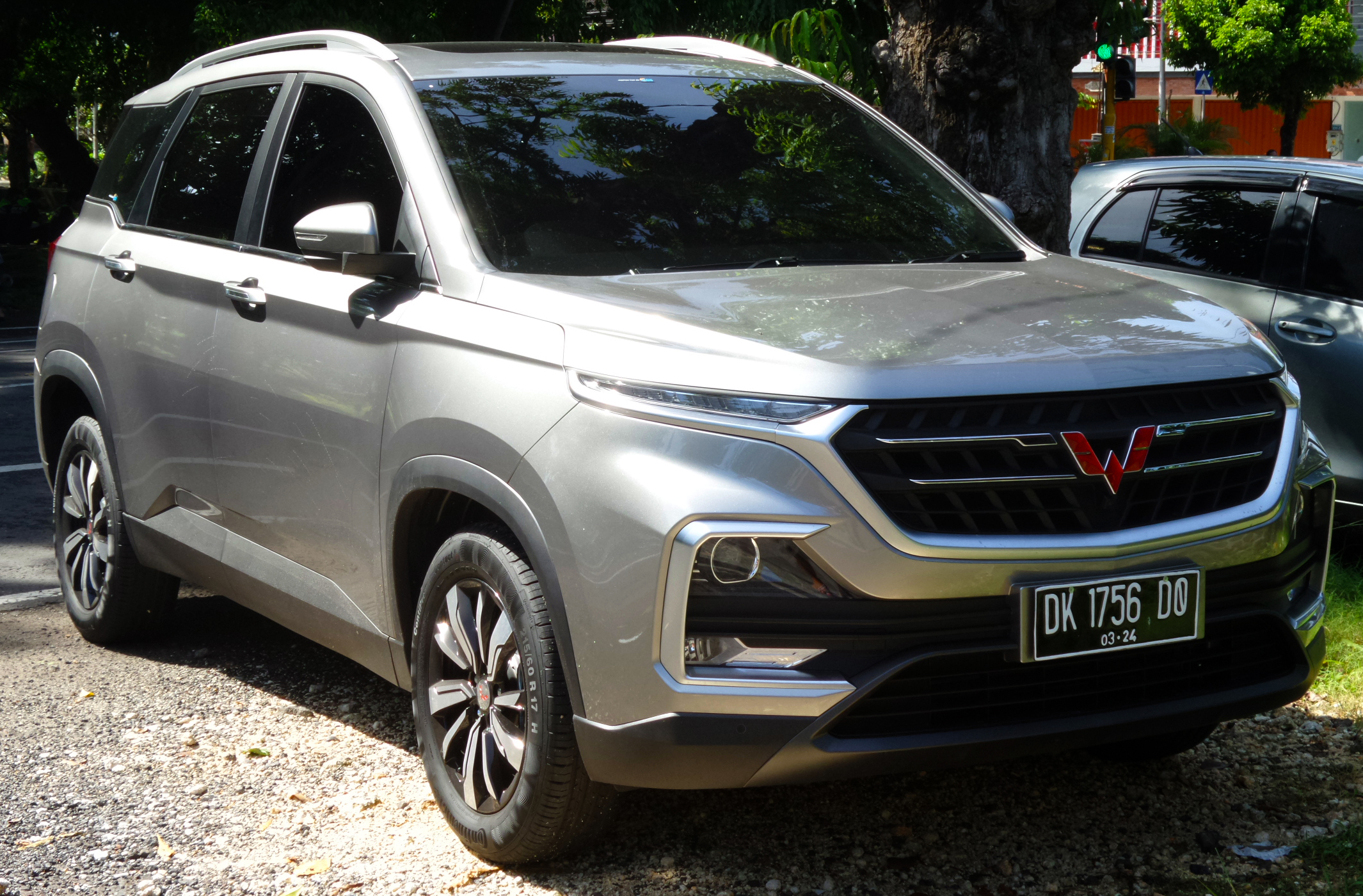
indonezyjski Wuling Almaz

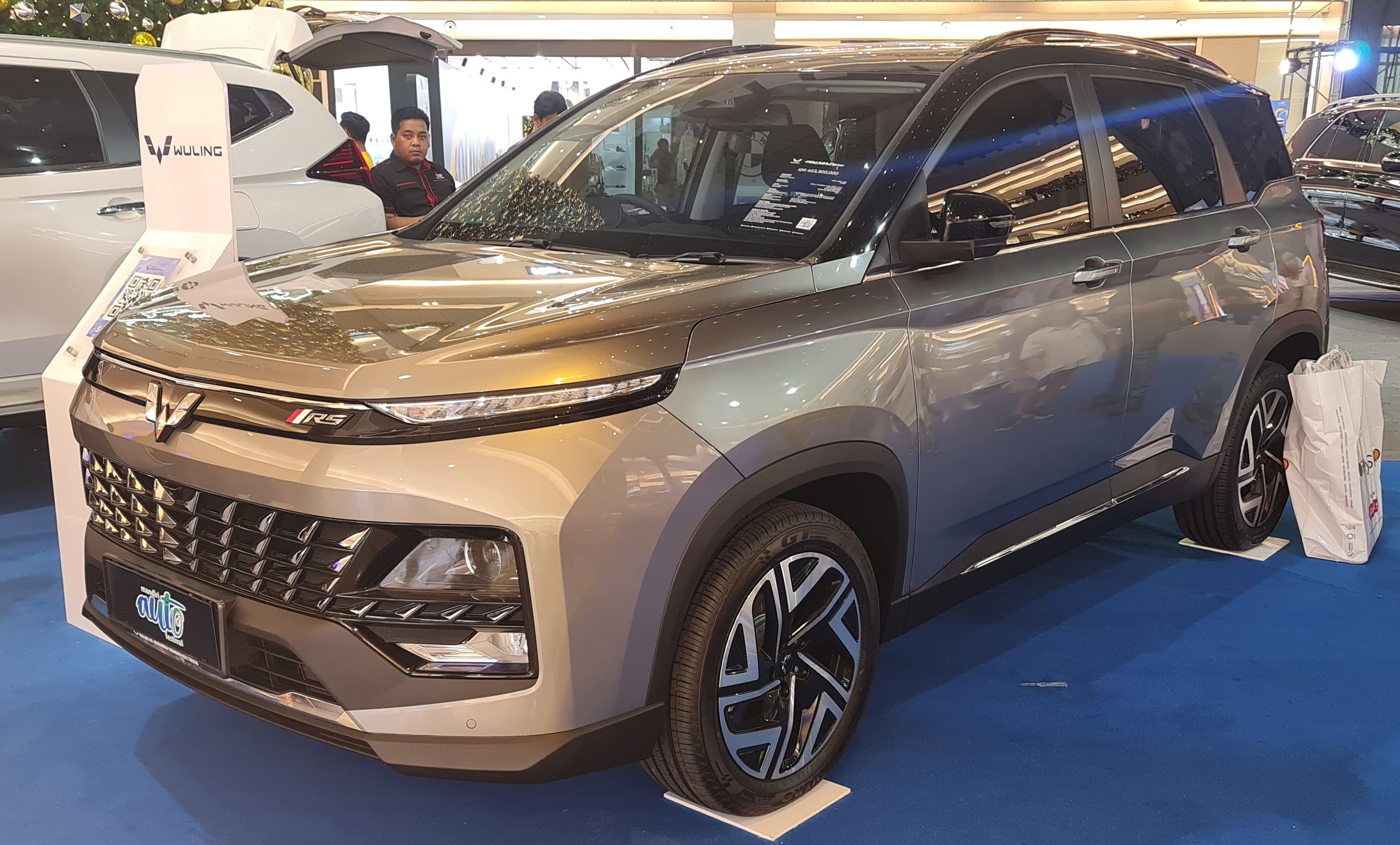
indonezyjski Wuling Almaz RS po liftingu

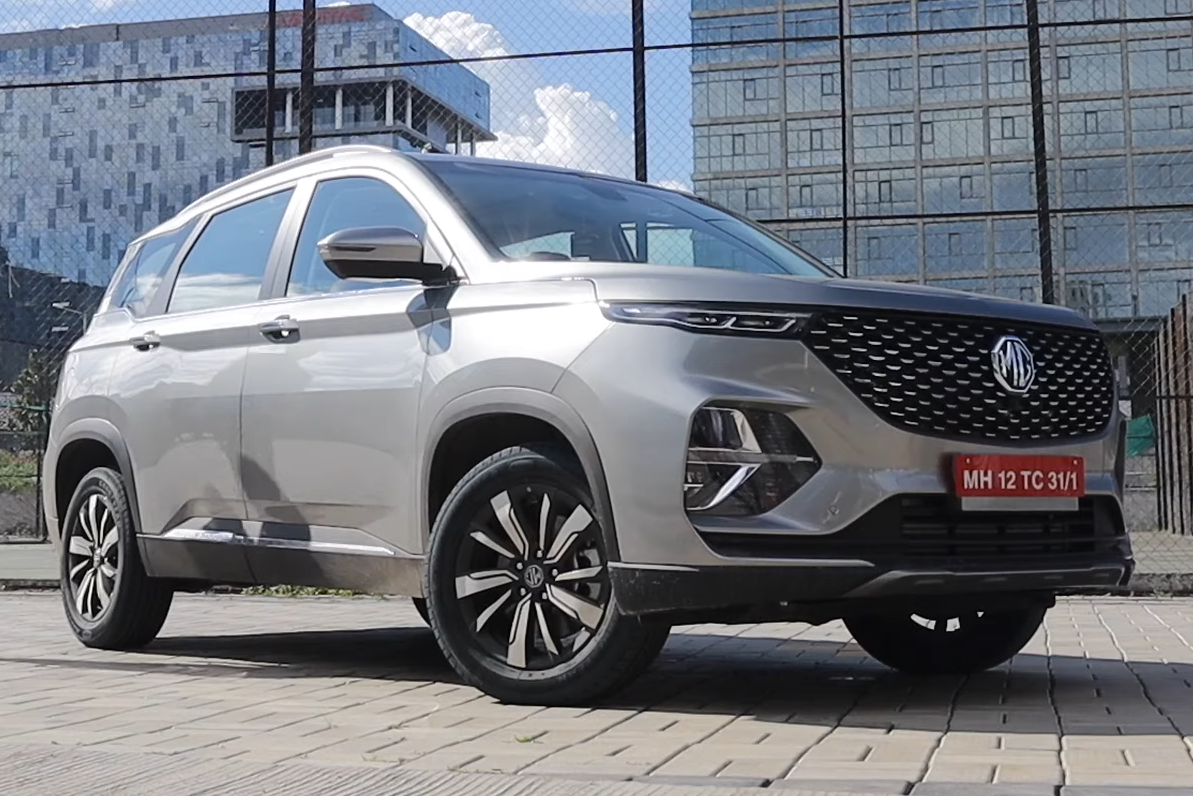
indyjski MG Hector Plus

Model 530 został przedstawiony po raz pierwszy w listopadzie 2017 roku podczas wystawy samochodowej Auto Guangzhou 2017 jako trzeci SUV chińskiej marki Baojun, uzupełniając ofertę jako kolejno większa i nowocześniejsza alternatywa wobec modeli 510 oraz 560. 
Samochód został skonstruowany z myślą o  młodszych nabywcach, odznaczając się awangardową stylizacją z dużym, sześciokątnym wlotem powietrza oraz dwupoziomowymi reflektorami tworzonymi przez paski diod LED przy krawędzi maski oraz niżej osadzonymi kloszami reflektorów. Linię boczną zaakcentowało wyraźne przetłoczenie, z kolei słupek D został optycznie połączony z klapą bagażnika. W kabinie pasażerskiej producent wygospodarował miejsce na trzy rzędy siedzeń dla 7 pasażerów.
Pod kątem wyposażenia Baojun 530 został wyposażony w m.in. opcjonalne okno dachowe, trzystrefową klimatyzację, elektroniczny system stabilizacji jazdy czy elektryczne sterowanie ustawienia foteli. Duży SUV został wyposażony w unowocześnione zawieszenie tworzone przez kolumny McPhersona z przodu oraz niezależne wielowahaczowe z tyłu, co producent podyktował maksymalizacją komfortu jazdy oraz stabilnością podczas jazdy.
Z myślą o wewnętrznym rynku, Baojun 530 wyposażony został w gamę dwóch czterocylindrowych silników benzynowych - turbodoładowany o pojemności 1,5-litra o mocy 150 KM oraz 1,8-litrowy o mocy 137 KM.

### Lifting
W listopadzie 2019 roku Baojun 530 przeszedł gruntowną restylizację, zyskując zmodyfikowany pas przedni upodobniony do nowej gamy modeli z linii New Baojun. Pojawiła się większa atrapa chłodnicy, a także węższe diody LED połączone chromowaną listwą pomiędzy nimi. W kabinie pasażerskiej wszystkie warianty wyposażeniowe zyskały z kolei duży, 10,4-calowy ekran dotykowy systemu multimedialnego, dotychczas dostępny tylko w wersjach topowych.

### Sprzedaż
Pierwotnie Baojun 530 został zbudowany z myślą o młodych, chińskich nabywcach na dynamicznie rozwijającym się rynku, z pierwszymi egzemplarzami dostarczonymi do nabywców w lutym 2018 roku. Samochód zdobył duża popularność, sprzedając się w ponad 118 tysiącach sztuk podczas pierwszego roku sprzedaży. Produkcja trwała kolejne 4 lata, kończąc się na potrzeby chińskiego rynku w 2022 roku i odtąd pozostając już w kontynuacji tylko z myślą o eksporcie. W związku ze spadkiem popularności marki Baojun, w Chinach rynku rolę dużego rodzinnego SUV-a o napędzie spalinowym przejął pokrewny model Wuling Asta.
W lutym 2019 roku SAIC-GM-Wuling zdecydował się zwiększyć zasięg rynkowy Baojuna 530, rozpoczynając jego lokalną produkcję i sprzedaż w Indonezji, zasilając nim lokalną gamę marki Wuling jako Wuling Almaz. W tym samym roku, w kwietniu, odbył się debiut eksportowej odmiany z myślą o m.in. Meksyku, Ameryce Południowej, a także Tajlandii. Pod marką Chevrolet samochód przyjął postać drugiej generacji modelu Chevrolet Captiva. We wrześniu 2023 indonezyjski Wuling Almaz przeszedł dedykowaną restylizację pasa przedniego, zyskując nisko osadzony wlot powietrza i inne reflektory.
W czerwcu 2019 roku samochód trafił do sprzedaży także w Indiach, gdzie lokalnie rozpoczęła się jego produkcja jako element lokalnej oferty debiutującej równolegle tam marki MG. Samochód przyjął nazwę MG Hector, z kolei w styczniu 2021 roku ofertę uzupełniła oferowana równolegle, zmodernizowana odmiana pod nazwą MG Hector Plus. W przeciwieństwie do chińskiego pierwowzoru, zyskała ona inny wygląd pasa przedniego ze zmodyfikowanymi reflektorami oraz większą atrapą chłodnicy. W styczniu 2023 indyjska gama została ponownie zintegrowana w jeden, spójnie stylizowany model Hector po kolejnej restylizacji. Przyniosła ona inną stylizację pasa przedniego, listwę świetlną pomiędzy lampami i nowy projekt deski rozdzielczej.

### Silnik
- R4 1.5l Turbo 150 KM
- R4 1.8l 137 KM
- R4 2.0l Multijet 168 KM